# IPodLinux
iPodLinux是一个ARM处理器上的Linux发行版，运行在iPod上，可以使iPod拥有文字编辑、视频播放（在iPod nano 2上）、模拟器游戏、编程等功能，并且与iPod原OS形成双系统。